# Wallis a Futuna
Wallis a Futuna (francouzsky Wallis et Futuna) je francouzské zámořské společenství tvořené skupinou tří vulkanických tropických ostrovů (Wallis (Uvea), Futuna a Alofi) s rozptýlenými útesy v jižním Tichém oceánu mezi Fidži a Samoou.
Správním střediskem ostrovů je Matāʻutu.

## Název
Ostrov Wallis je pojmenován po anglickém průzkumníkovi Samuelovi Wallisovi.

## Historie
Ačkoliv byly ostrovy objeveny Nizozemci a Brity v 17. a 18. století, první se na ostrovech usadili Francouzi. V roce 1837 přijeli na ostrovy francouzští misionáři a konvertovali původní obyvatelstvo na katolictví.
5. dubna 1842 po částečné vzpouře původních obyvatel byla Francie požádána o ochranu. 5. dubna 1887 královna Uvey souhlasila s francouzským protektorátem. Králové Sigave a Alo ležících na ostrovech Futuna a Alofi se připojili 16. února 1888. Ostrovy byly spravovány z francouzské kolonie Nová Kaledonie.
V roce 1917 se vyčlenila jako samostatná kolonie Wallis a Futuna stále pod správou Nové Kaledonie. V roce 1961 se změnil status na francouzské zámořské teritorium.

## Symboly
Wallis a Futuna, francouzské závislé území, užívá vedle francouzských symbolů i své vlastní.

### Vlajka
Neoficiální vlajka Wallisu a Futuny je tvořena červeným listem o poměru stran 2:3 s francouzskou vlajkou v kantonu a ve vlající části stylizovaným, bílým křížem, který se skládá ze čtyř trojúhelníků.

### Znak
Znak Wallisu a Futuny (taktéž neoficiální) je tvořen červeným štítem s francouzskou vlajkou v kantonu a stylizovaným, bílým křížem, který se skládá ze čtyř trojúhelníků, v (heraldicky) levé, dolní části štítu.

## Geografie

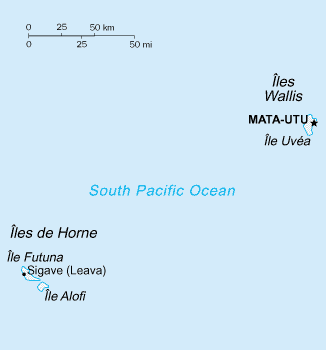
Mapa Wallisu a Futuny

Oblast zahrnuje ostrov Wallis (nejvíce obydlený), ostrov Futuna, neobydlený ostrov Alofi, a 20 dalších neobydlených ostrovů, tedy celkem 274 km². Pobřeží ostrovů má délku 129 km. Nejvyšší bod oblasti je Mont Puke na ostrově Futuna (765 m n. m.).
Ostrovy mají horkou, deštivou sezónu od listopadu do dubna a studenou a suchou od května do října. Srážky nabývají od 2500 do 3000 mm za rok. Průměrná vlhkost vzduchu je kolem 80 % a průměrná teplota 26,6 °C.
Pouze 5 % z celkové rozlohy ostrovů tvoří orná půda. Velkým problémem státu je kácení lesů (zbývají už jen malé části původních lesů) kvůli používání dřeva jako hlavního zdroje paliva. Následkem kácení lesů je náchylnost horských oblastí Futuny k erozi. Na ostrově Alofi nejsou žádná stálá obydlí kvůli nedostatku pitné vody.

## Hospodářství
Hospodářství Wallisu a Futuny je založeno zejména na pěstování banánů, ze kterého mají ostrovy nejvyšší příjmy, dále se zde pěstují kokosy, pepř, kakao a exotické ovoce. Země má taktéž silně rozvinutý rybolov, který ovšem slouží pouze jako místní zdroj potravy. Mezi další činnosti se řadí chov prasat a drůbeže, ovšem většina masa se dováží z okolních zemí. Stát je v dnešní době závislý na finančních dotacích z Francie, země je velmi chudá, ale mohla by prosperovat z cestovního ruchu. Nerostné suroviny zde nebyly nalezeny.

## Politika
Země je rozdělena do tří tradičních království: Uvea (na ostrově Wallis), Sigave (na západní straně ostrova Futuna) a Alo (na ostrově Alofi a na východní straně ostrova Futuna). Pouze ostrov Uvea je dále rozdělen na tři části.
| Čtvrť velitelství | Hl. město   | Rozloha (km²) | Populace (sčítání lidu 2003) | Vesnice |
| ----------------- | ----------- | ------------- | ---------------------------- | ------- |
| Ostrov Wallis     |             |               |                              |         |
| `Uvea (Wallis)    | Matāʻutu    | 77.5          | 10071                        | 23      |
| Hihifo ("západ")  | Vaitupu     | 23.4          | 2422                         | 5       |
| Hahake ("východ") | Matāʻutu    | 27.8          | 3950                         | 6       |
| Mu'a ("první")    | Mala'efo'ou | 26.3          | 3699                         | 12      |
| Ostrovy Hoorn     |             |               |                              |         |
| Sigave (Singave)  | Leava       | 30.0          | 1880                         | 6       |
| Alo               | Mala'e      | 85.0          | 2993                         | 9       |
| Wallis a Futuna   | Matāʻutu    | 192.5         | 14944                        | 38      |